# Тіт Герміній Аквілін
Тіт Герміній Аквілін (лат. Titus Herminius Aquilinus; ? — 498 рік до н. е.) — політичний та військовий діяч Римської республіки, консул 506 до н. е.

## Життєпис
Походив з патриціанського роду Гермініїв. Про родину немає відомостей.
Тіт Герміній підтримав вигнання царя Тарквінія II з Риму у 509 році до н. е.
У 507 році до н. е. разом з Спурієм Ларцієм та Публієм Горацієм Коклесом захищав Пальовий міст (лат. Pons sublicius) на річці Тибр, дорога від якого вела до Риму, у битві з військом Порсени, царя етруського міста Клузій. У 506 році до н. е. обрано консулом разом з Спурієм Ларцієм Флавом. За час його каденції Рим зумів зберегти мир з усіма своїми сусідами.
У 498 році до н. е. розпочалася війна з італіками латинами. Вирішальна битва відбулася біля Регілльського озера, під час якої Тіт Герміній командував кіннотою як легат. Під час битви він вбив очільника Латинського союзу Октавій Мамілій, володаря етруського міста Тускулума, проте і сам загинув під час битви.

## Родина
- Спурій Герміній Корітінезан Аквілін, консул 448 року до н. е.